# Terrence Evans
Terrence Horace Evans (Los Ángeles, California, 20 de junio de 1934 – Burbank, California, 7 de agosto de 2015) fue un actor de cine, televisión y teatro estadounidense. Apareció en numerosos papeles de televisión y películas desde 1977.

## Vida y carrera
Evans tuvo papeles tanto en Star Trek: Deep Space Nine como en Star Trek: Voyager.
Su primera aparición en Deep Space Nine tuvo lugar en la primera temporada con el episodio "Progress", en el que interpretó a un peón mudo Baltrim. Después apareció en el episodio "Cardassians" como Prokal Migdal, el padre adoptivo del niño cardasiano. En 1991 apareció en Terminator 2: el juicio final interpretando al conductor del camión cisterna que es asesinado por el T-1000.

## Filmografía
| Películas | Películas                                                   | Películas           | Películas  |
| Año       | Película                                                    | Personaje           | Notas      |
| --------- | ----------------------------------------------------------- | ------------------- | ---------- |
| 1970      | The Young Country                                           | Postmaster          | TV Movie   |
| 1977      | Cody                                                        | Semore              |            |
| 1980      | Falling in Love Again                                       | Beaver              |            |
| 1985      | Fletch                                                      | Man with Shotgun    |            |
| 1985      | El jinete pálido                                            | Jake Henderson      |            |
| 1986      | There Must Be a Pony                                        | Craft Services Man  | TV Movie   |
| 1987      | Kenny Rogers as The Gambler, Part III: The Legend Continues | Lucas               | TV Movie   |
| 1987      | American Harvest                                            | Emil Schutzel       | TV Movie   |
| 1987      | Born in East L.A.                                           | Immigration Officer |            |
| 1988      | Perry Mason: The Case of the Lady in the Lake               | Sheriff Ed Prine    | TV Movie   |
| 1989      | Trapper County War                                          | Billy Luddigger     |            |
| 1989      | Caddie Woodlawn                                             | Max Skeel           |            |
| 1989      | The Bite                                                    | Farmer Dave         |            |
| 1989      | Phantom of the Mall: Eric's Revenge                         | Security Guard      |            |
| 1990      | Welcome Home, Roxy Carmichael                               | Man at Legion Hall  |            |
| 1991      | Terminator 2: el juicio final                               | Tanker Truck Driver |            |
| 1993      | What's Love Got to Do with It                               | Bus Driver          |            |
| 1994      | Alien Nation: Dark Horizon                                  | Rancher             | TV Movie   |
| 1997      | Madam Savant                                                | Detective           |            |
| 1997      | The Last Embrace                                            | Mustard Mike        |            |
| 1997      | A Guy Walks Into a Bar                                      | Rattlesnake Dave    | Short film |
| 1999      | 24-Seven                                                    | Hick                | Short film |
| 1999      | Thick as Thieves                                            | Bus Driver          |            |
| 1999      | The Runner                                                  | Lefty               |            |
| 2000      | Another Woman's Husband                                     | Earl                | TV Movie   |
| 2000      | Crocodile                                                   | Shurkin             |            |
| 2000      | The Silencing                                               | Harry               | Short film |
| 2001      | Note come due                                               | Nestro              | Short film |
| 2003      | The Texas Chainsaw Massacre                                 | Old Monty           |            |
| 2005      | Down in the Valley                                          | Director            |            |
| 2005      | Blockbusters                                                | Doc                 | Short film |
| 2006      | Last Rites                                                  | Preacher            |            |
| 2006      | The Texas Chainsaw Massacre: The Beginning                  | Monty               |            |
| 2006      | The Pumpkin Karver                                          | Ben Wickets         |            |
| 2006      | Mr. Fix It                                                  | Charlie             |            |
| 2007      | Alexander: Hero of Heroes                                   | Aristotle           |            |
| 2007      | Blind Spot                                                  | Murphy Sullivan     | Short film |
| 2008      | Driver's Ed                                                 | Hitchhiker          | Short film |
| 2009      | Boppin' at the Glue Factory                                 | Nick Frosco         |            |
| 2010      | Chain Letter                                                | Mr. Bradford        |            |

| Televisión | Televisión                             | Televisión         | Televisión                                   |
| Año        | Serie                                  | Personaje          | Notas                                        |
| ---------- | -------------------------------------- | ------------------ | -------------------------------------------- |
| 1979       | Los Hart investigadores                | Poeta              | Episodio: "Hit Jennifer Hart"                |
| 1980       | The Incredible Hulk                    | Cecil              | Episodio: "Sideshow"                         |
| 1980       | Little House on the Prairie            | Horace Choate      | Episodio: "The In-laws"                      |
| 1981       | Quincy M.E.                            | Russell Lujack     | Episodio: "Who Speaks for the Children"      |
| 1982       | The Greatest American Hero             | Watchman           | Episodio: "The Hand-Painted Thai"            |
| 1982       | Voyagers!                              | Ben                | Episodio: "Merry Christmas, Bogg"            |
| 1984       | The Dukes of Hazzard                   | Jeb                | Episodio: "Welcome, Waylon Jennings"         |
| 1984       | The A-Team                             | Bombero            | Episodio: "Fire"                             |
| 1986       | Dream West                             | Granjero           |                                              |
| 1987       | Nutcracker: Money, Madness & Murder    | Doug Steele        |                                              |
| 1987       | Canción triste de Hill Street          | Nathan Schecter    | Episodio: "Days of Swine and Roses"          |
| 1987       | Walt Disney's Wonderful World of Color | Mechanic           | Episodio: "Bride of Boogedy"                 |
| 1988       | Los Años Dorados                       | Oficial de policía | Episodio: "Mother's Day"                     |
| 1988       | Monsters                               | Mr. Rizten         | Episodio: "Rouse Him Not"                    |
| 1989       | Guns of Paradise                       | Richie Rolleri     | Episodio: "The Traveler"                     |
| 1989       | Hard Time on Planet Earth              | Guard              | Episodio: "Stranger in a Strange Land"       |
| 1990       | Falcon Crest                           | Clerk              | Episodio: "Time Bomb"                        |
| 1990       | Quantum Leap                           | Stick              | Episodio: "Another Mother"                   |
| 1991       | The New Adam-12                        | Homeless Man       | Episodio: "Panic in Alverez Park"            |
| 1993       | Star Trek: Deep Space Nine             | Baltrim Proka      | Episodio: "Progress" Episodio: "Cardassians" |
| 1995       | The Fresh Prince of Bel-Air            | Camionero          | Episodio: "Burnin' Down the House"           |
| 1996       | Renegade                               | Sergeant Arias     | Episodio: "No Balls, Two Strikes"            |
| 1996       | Dark Skies                             | Clark Balfour      | Episodio: "Hostile Convergence"              |
| 1997       | Star Trek: Voyager                     | Ambassador Treen   | Episodio: "Nemesis"                          |
| 1998       | ER                                     | Barry Mahoney      | Episodio: "Day for Knight"                   |
| 2004       | Cold Case                              | Lester Hughes      | Episodio: "Daniela"                          |
| 2007       | Las Vegas                              | Scrooge            | Episodio: "A Cannon Carol"                   |